# Henry Colán
Henry Juan Colán Diaz (Lima, 13 de marzo de 1982 - Lima, 13 de noviembre de 2023) conocido en el ambiente deportivo como Chato, fue un futbolista peruano que se destacó como centrocampista. Vivió en Lima y en las provincias residentes de sus clubes, tuvo 2 hijos y luego de su retiro fue un emprendedor peruano y promotor del deporte para todas las edades.

## Trayectoria
En el 2008 fue uno de los más regulares de Alianza Atlético, clasificando y jugando la Copa Sudamericana 2009. Todo el 2010 jugó por el Total Chalaco, club con el que descendió.
Tuvo un paso destacado por las instituciones de Sport Boys del Callao, Universidad César Vallejo de Trujillo, Ayacucho FC, entre otros equipos más del torneo local. Siempre destacó por su buena pegada con el balón. Según la BDFA, Henry jugó 473 partidos y convirtió 48 goles.

## Fallecimiento
Colan murió a los 41 años, producto de un tiroteo en Barrios Altos, Lima. La noticia fue confirmada por los diversos medios de comunicación peruanos, clubes deportivos y el Club Sport Boys, institución en la que trabajaba como director técnico de la categoría 2011. Su cuerpo descansa en el Cementerio El Ángel.

## Clubes
| Club                                                    | País | Año       | Partidos jugados | Goles anotados |
| ------------------------------------------------------- | ---- | --------- | ---------------- | -------------- |
| Club Deportivo Alfonso Ugarte                           | Perú | 2002      |                  |                |
| Asociación Deportiva Somos Aduanas                      | Perú | 2003      |                  |                |
| Sport Boys Association                                  | Perú | 2004-2005 | 90               | 12             |
| Club Sporting Cristal                                   | Perú | 2006      | 18               | 0              |
| Sport Boys Association                                  | Perú | 2007      | 25               | 12             |
| Alianza Atlético de Sullana                             | Perú | 2008-2009 | 77               | 2              |
| Total Chalaco Fútbol Club                               | Perú | 2010      | 36               | 2              |
| Club Deportivo Universidad Nacional Mayor de San Marcos | Perú | 2011      | 18               | 3              |
| Ayacucho Fútbol Club (Inti Gas)                         | Perú | 2012-2017 | 204              | 17             |
| Universidad César Vallejo Club de Fútbol                | Perú | 2018      | 5                | 0              |